# Ferenc Mohácsi
Pour les articles homonymes, voir Mohácsi.
Dans le nom hongrois Mohácsi Ferenc, le nom de famille précède le prénom, mais cet article utilise l’ordre habituel en français Ferenc Mohácsi, où le prénom précède le nom.
Ferenc Mohácsi, né le 25 octobre 1929 à Budapest (royaume de Hongrie) et mort le 30 avril 2025, est un  canoéiste hongrois pratiquant la course en ligne. Il obtient une médaille de bronze olympique aux jeux de Melbourne de 1956.

## Palmarès

### Jeux olympiques de canoë-kayak course en ligne
- 1956 à Melbourne,  Australie
  -  Médaille de bronze en C-2 1000m [2]